# Cerveza Águila
La Cerveza Águila, ocasionalmente referida como Águila Original, es una marca de cerveza colombiana fundada el 22 de abril de 1913 en Barranquilla, producida actualmente por la Cervecería Bavaria y exportada a diversos mercados en el mundo. La Cerveza Águila es de tipo lager clásica y tiene un grado alcohólico de 4.0° G.L. (4.0% por volumen). La receta incluye malta de cebada, agua, jarabe de maíz, arroz, lúpulo y azúcar. Es la segunda cerveza más vendida en Colombia y es además una de las marcas de cerveza más valiosas del mundo. La marca ofrece además una variedad de productos, incluyendo Águila Light, Águila 0.0%, Águila Imperial y Águila Fusión Limón.

## Historia
La Cerveza Águila, fue lanzada el 22 de abril de 1913 por la Compañía de Cervecerías Unidas en Barranquilla, es una de las marcas más icónicas de Colombia. Desde su introducción, se destacó por poseer un sabor refrescante y suave, ganando rápidamente popularidad en la costa caribeña y expandiéndose a nivel nacional.
En la década de 1960, adoptó el logotipo del águila imperial, símbolo de libertad y fortaleza, consolidándose como un emblema reconocido en todo el país. A lo largo de los años, Águila ha evolucionado en su presentación y campañas, pero ha mantenido su esencia como la cerveza del "sabor de la amistad".
Hoy, Cerveza Águila sigue siendo un símbolo de tradición y celebración en Colombia, consolidandose como una de las marcas más valiosas del país.

## Variantes

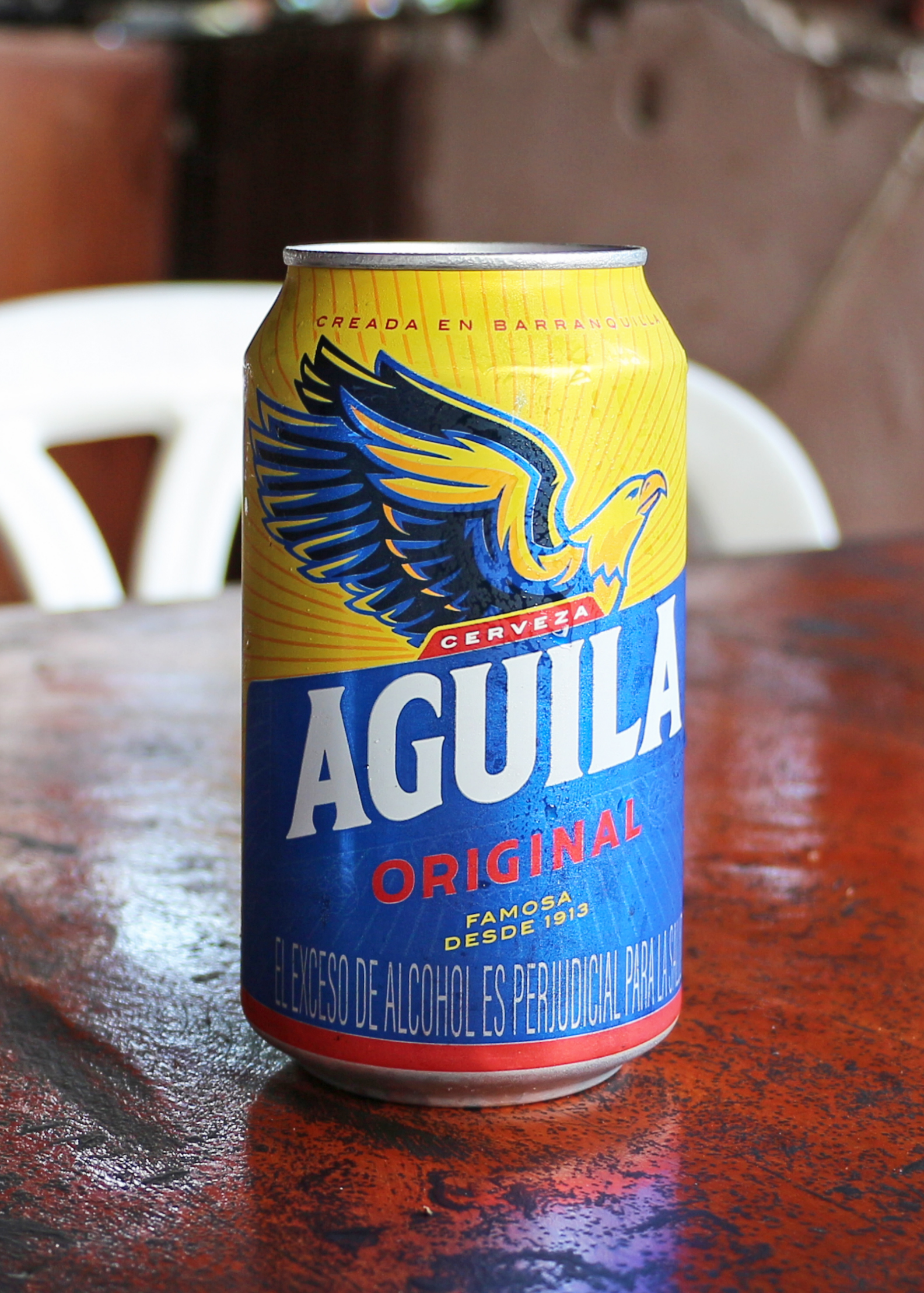
Cerveza Águila en envase de lata.

| Variantes           | Características | Graduación alcohólica |
| ------------------- | --- | --------------------- |
| Águila Original     | Cerveza tipo lager clásica elaborada con malta de dos hileras, jarabe de maíz, arroz, dos lúpulos y azúcar. Caracterizada por su sabor equilibrado, su textura suave y su tonalidad dorada. | 4.0%                  |
| Águila Light        | Cerveza tipo lager elaborada con malta de dos hileras, jarabe de maíz y lúpulo. Posee un sabor suave con poco amargor.                                                                      | 3.4%                  |
| Águila 0.0%         | Primera cerveza tipo lager colombiana con 0,0 grados de alcohol. | 0.0%                  |
| Águila Imperial     | Cerveza lager estilo Viena caracterizada por un color ámbar, espuma bronceada y un equilibrado sabor a malta y lúpulo, que le da un toque afrutado.                                         | 4.3%                  |
| Águila Fusión Limón | Cerveza tipo lager elaborada con malta de dos hileras, lúpulo y un toque de limón. Posee el sabor suave característico del Águila Light con un toque de limón.                              | 3.4%                  |

## Premios y reconocimientos
- 1 Plata en los Effie Awards Colombia 2024.[14]

- 2 Oros y 1 Plata en los Effie Awards Colombia 2023.[15]

- 1 Oro, 2 Platas y 1 Bronce en los Effie Awards Colombia 2022.[16]

- 1 Oro en los Effie Awards Colombia 2021.[17]

- 1 Oro en los Effie Awards Colombia 2019.[18]

- 1 Plata y 1 Bronce en los Effie Awards Colombia 2018.[19]

- Superior Taste Award 2013[20] con 2 estrellas doradas a Águila Light; con 3 estrellas doradas a Águila Original y posición Crystal taste award,[21] galardonado por el International Taste & Quality Institute de Bruselas.

- Superior Taste Award 2012[22] con 1 estrella dorada a Águila Light y con 3 estrellas doradas a Águila Original, galardonado por el International Taste & Quality Institute de Bruselas.

- Superior Taste Award 2011[23] con tres estrellas doradas a Águila Original, galardonado por el International Taste & Quality Institute de Bruselas.

- Plata en la Copa Cervezas de América 2011.[24]

- Bronce en el Australian International Beer Award 2011.[21]